# Barton Hills (The Chilterns)
Barton Hills är en kulle i Storbritannien.   Den ligger i grevskapet Hertfordshire och riksdelen England, i den södra delen av landet, 50 km norr om huvudstaden London. Toppen på Barton Hills är 122 meter över havet. Arean är 118 kvadratkilometer. Barton Hills ingår i Chiltern Hills.
Terrängen runt Barton Hills är platt, och sluttar norrut. Runt Barton Hills är det tätbefolkat, med 308 invånare per kvadratkilometer. Närmaste större samhälle är Luton, 7,9 km söder om Barton Hills. Trakten runt Barton Hills består till största delen av jordbruksmark.